# Gáborján
Gáborján ist eine ungarische Gemeinde im Kreis Berettyóújfalu im Komitat Hajdú-Bihar.

## Geografie
Gáborján liegt gut neun Kilometer östlich der Kreisstadt Berettyóújfalu am Fluss Berettyó und grenzt an folgende Gemeinden:
|                | Konyár                                      |         |
| Szentpéterszeg | Kompassrose, die auf Nachbargemeinden zeigt | Hencida |
|                | Váncsod                                     | Bojt    |

## Geschichte
Gáborján war schon vor der mongolischen Invasion besiedelt, damals als Kloster bekannt (Geberján-Kloster). Erste schriftliche Erwähnung im 15. Jahrhundert, damals existierten noch unterschiedliche Schreibweisen: Géberjén, Gabrián, Gabán, Gagán, Gábrán.

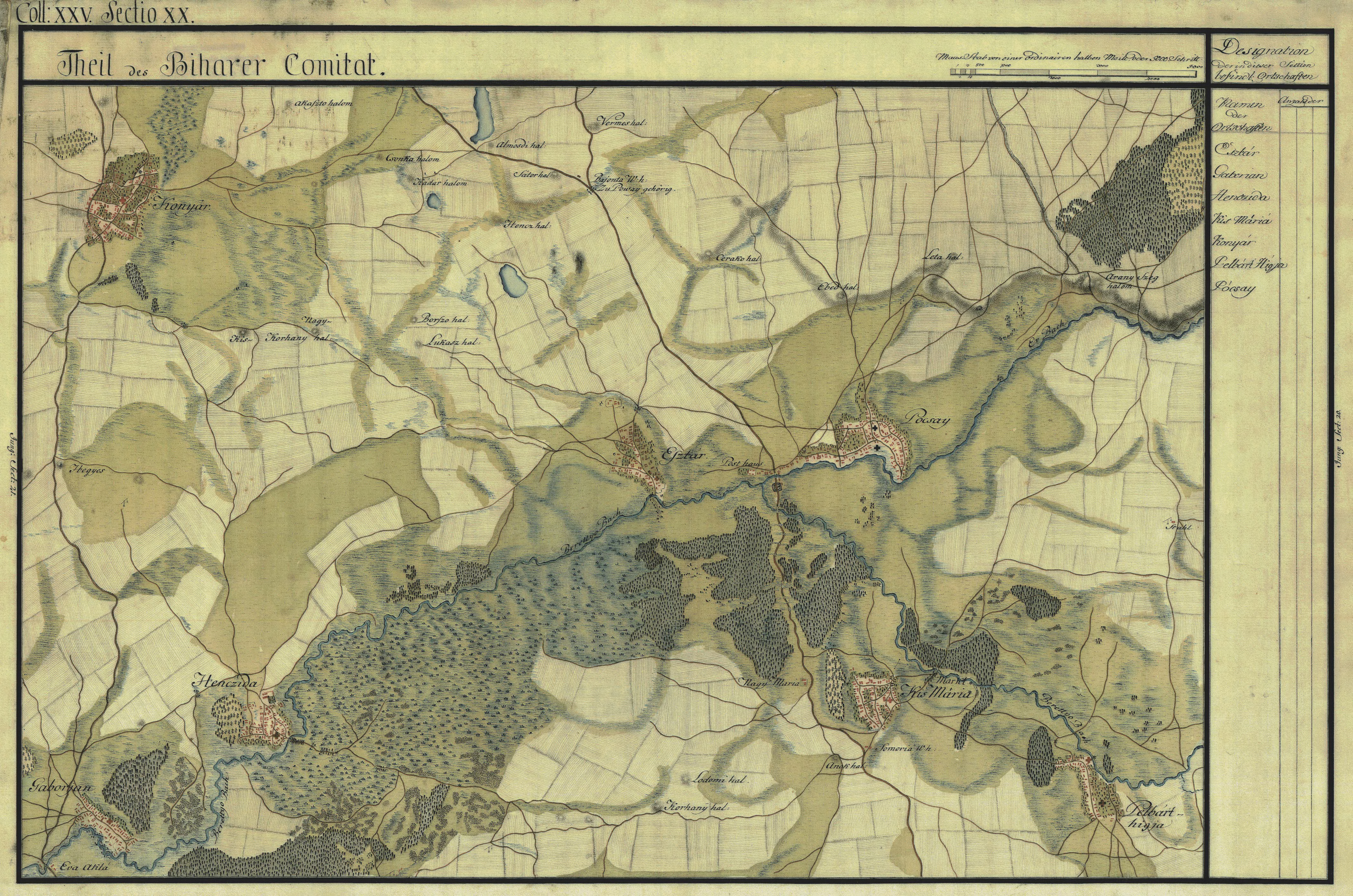
Gaborjan (unten links) um 1782 (Aufnahmeblatt der Josephinischen Landesaufnahme)
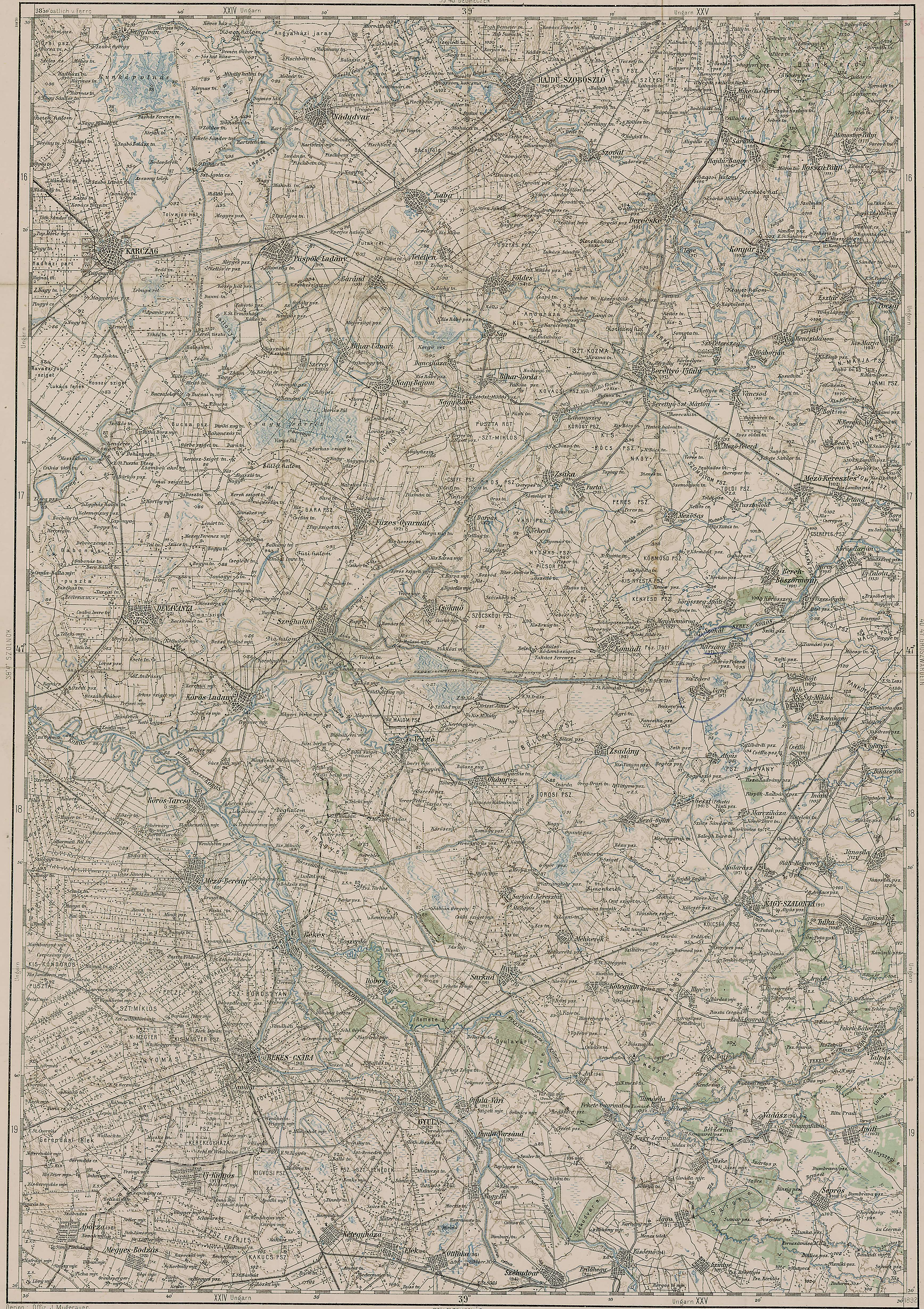
Gáborján (N 47° 14'; O 39° 20') um 1892 (Aufnahmeblatt der Franzisco-Josephinischen Landesaufnahme)
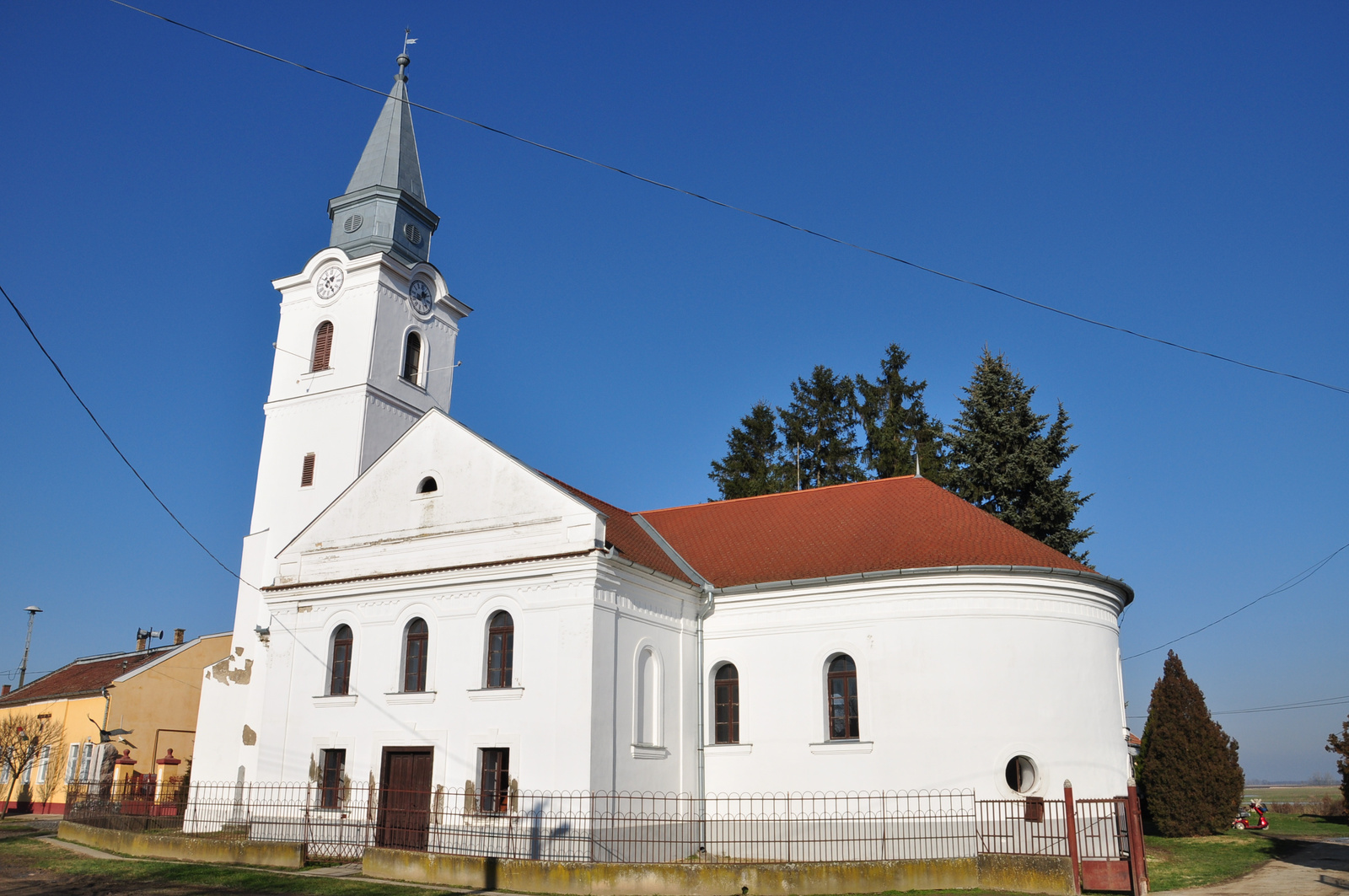
Reformierte Kirche

## Sehenswürdigkeiten
- Gábor-Bethlen-Büste, erschaffen von Lajos Győrfi
- Reformierte Kirche, 1651 erbaut, 1860 umgebaut und erweitert

## Söhne und Töchter der Gemeinde
- Ernő Schiff (1863–1939), Arzt und Fachbuchautor
- János Mazsu (* 1952), Historiker und Hochschullehrer

## Verkehr
In Gáborján treffen die Landstraße Nr. 4812 und Nr. 4815 aufeinander, südlich des Ortes verläuft die Autobahn M4. 
Es bestehen Busverbindungen über Szentpéterszeg nach Berettyóújfalu, wo sich der nächstgelegene Bahnhof befindet, sowie über Hencida nach Esztár. 